# Prem"jer-liha 2019-2020
La Prem"jer-liha 2019-2020 è stata la 29ª edizione della massima serie del campionato di calcio ucraino, iniziata il 28 luglio 2019, sospesa il 13 marzo 2020 a causa della pandemia di COVID-19, ripresa il 30 maggio e terminata il 19 luglio seguente. Lo Šachtar, detentore del titolo, si è riconfermato campione per la tredicesima volta nella sua storia, la quarta consecutiva.

## Stagione

### Novità
Dalla Prem"jer-liha 2018-2019 sono state retrocesse Čornomorec' e Arsenal Kiev. Dalla Perša Liha 2018-2019 sono state promosse Dnipro-1 e Kolos Kovalivka. Entrambe le squadre sono debuttanti in massima serie. L'Olimpik Donec'k rischiava di essere radiata dalla competizione in seguito a delle combine perpetrate dalle squadre giovanili, poi escluse dai campionati. Il 18 giugno il comitato esecutivo UAF ha approvato la richiesta di partecipazione dell'Olimpik Donec'k in Prem"jer-liha e che il club non subirà alcun tipo di penalizzazione.

### Formato
Il campionato si svolge in due fasi: nella prima le dodici squadre si affrontano in un girone di andata e ritorno, per un totale di 22 giornate. Successivamente le squadre vengono divise in due gruppi in base alla classifica: le prime sei formano un nuovo girone e competono per il titolo e la qualificazione alle competizioni europee; le ultime sei invece lottano per non retrocedere in Perša Liha. Inoltre, al termine del campionato, è previsto un mini torneo tra le due migliori squadre della poule retrocessione, e le ultime due classificate della poule scudetto, che si contenderanno l'ultimo posto disponibile per l'Europa League 2020-2021.. Infine, è stata approvata l'introduzione in modalità sperimentale del VAR, a partire dal 2020.
Al termine della competizione, la squadra prima classificata diventerà campione d'Ucraina e si qualificherà alla fase a gironi della UEFA Champions League 2020-2021. La seconda classificata sarà ammessa ai play-off della UEFA Champions League 2020-2021. La terza classificata si qualificherà alla fase a gironi UEFA Europa League 2020-2021. Le squadre piazzatesi tra la quarta e la settima posizione disputeranno dei play-off in gara secca. La squadra vincitrice si qualificherà ai preliminari di Europa League. Nel caso la vincente della Coppa d'Ucraina 2019-2020 si sia piazzata tra le prime quattro posizioni, l'ottava classificata potrà prendere parte ai play-off.

## Squadre partecipanti
| Club            | Stagione | Città        | Stadio                                                               | Stagione precedente        |
| --------------- | -------- | ------------ | -------------------------------------------------------------------- | -------------------------- |
| Desna Černihiv  | dettagli | Černihiv     | Stadio Černihiv                                                      | 8º posto in Prem"jer-liha  |
| Dinamo Kiev     | dettagli | Kiev         | Stadio Olimpico di Kiev                                              | 2º posto in Prem"jer-liha  |
| Dnipro-1        | dettagli | Dnipro       | Dnipro Arena                                                         | 1º posto in Perša Liha     |
| Karpaty         | dettagli | Leopoli      | Stadio Ucraina                                                       | 10º posto in Prem"jer-liha |
| Kolos Kovalivka | dettagli | Kovalivka    | Obolon' Arena (Kiev)                                                 | 2º posto in Perša Liha     |
| L'viv           | dettagli | Leopoli      | Arena L'viv                                                          | 6º posto in Prem"jer-liha  |
| Mariupol'       | dettagli | Mariupol'    | Stadio Volodymyr Bojko                                               | 4º posto in Prem"jer-liha  |
| Oleksandrija    | dettagli | Oleksandrija | CSC Nika                                                             | 3º posto in Prem"jer-liha  |
| Olimpik Donec'k | dettagli | Donec'k      | Stadio Dynamo Lobanovs'kyj (Kiev)                                    | 9º posto in Prem"jer-liha  |
| Šachtar         | dettagli | Donec'k      | Stadio Metalist (Charkiv) (1ª-23ª) Stadio Olimpico di Kiev (24ª-32ª) | Campione d'Ucraina         |
| Vorskla         | dettagli | Poltava      | Stadio Vorskla                                                       | 7º posto in Prem"jer-liha  |
| Zorja           | dettagli | Luhans'k     | Slavutyč-Arena (Zaporižžja)                                          | 5º posto in Prem"jer-liha  |

## Allenatori e primatisti
| Squadra         | Allenatore                                                                                               | Giocatore più presente (tra parentesi il numero delle presenze) | Capocannoniere (tra parentesi il numero dei gol segnati) |
| --------------- | --- | --------------------------------------------------------------- | -------------------------------------------------------- |
| Desna Černihiv  | Oleksandr Rjabokon'                                                                                      | Denys Favorov Andrij Hitčenko Jehor Kartušov (31)               | Oleksandr Filippov (16)                                  |
| Dinamo Kiev     | Aljaksandr Chackevič (1ª-3ª) Oleksij Mychajlyčenko (4ª-32ª)                                              | Carlos de Pena Oleksandr Karavajev (28)                         | Viktor Cyhankov (14)                                     |
| Dnipro-1        | Dmytro Mychajlenko                                                                                       | Serhij Lohinov (29)                                             | Vladyslav Suprjaha (14)                                  |
| Karpaty         | Oleksandr Čyževs'kyj (1ª-6ª) Roman Sanžar (7ª-24ª)                                                       | Dmytro Kl'oc (22)                                               | Jehor Nazaryna (5)                                       |
| Kolos Kovalivka | Ruslan Kostyšyn                                                                                          | Vadym Mil'ko (27)                                               | Volodymyr Lysenko (6)                                    |
| L'viv           | Bohdan Blavac'kyj (1ª-6ª) Volodymyr Mazjar (7ª-12ª) Eġiše Melik'yan (13ª-27ª) Giorgi Tsetsadze (28ª-32ª) | Serhij Borzenko (31)                                            | Renan (6)                                                |
| Mariupol'       | Oleksandr Babyč                                                                                          | Dmytro Myšn'ov (28)                                             | V″jačeslav Čurko (5)                                     |
| Oleksandrija    | Volodymyr Šaran                                                                                          | Dmytro Hrečyškin Valerij Lučkevyč Maksym Tret'jakov (29)        | Maksym Tret'jakov (10)                                   |
| Olimpik Donec'k | Júlio César (1ª-4ª) Ihor Klymovs'kyj (5ª-6ª) Vicente Gómez (7ª-22ª) Ihor Klymovs'kyj (23ª-32ª)           | Serhij Politylo (28)                                            | Shahab Zahedi (6)                                        |
| Šachtar         | Luís Castro                                                                                              | Júnior Moraes (27)                                              | Júnior Moraes (20)                                       |
| Vorskla         | Vitalij Kosovs'kyj (1ª-14ª) Jurij Maksymov (15ª-32ª)                                                     | Volodymyr Česnakov (25)                                         | Ruslan Stepanjuk Denys Vasin (4)                         |
| Zorja           | Viktor Skrypnyk                                                                                          | Vladyslav Kočerhin (32)                                         | Bohdan Ljednjev (11)                                     |

## Prima fase

### Classifica finale
|  | Pos. | Squadra         | Pt | G  | V  | N | P  | GF | GS | DR  |
|  | ---- | --------------- | -- | -- | -- | - | -- | -- | -- | --- |
|  | 1.   | Šachtar         | 59 | 22 | 19 | 2 | 1  | 59 | 14 | +45 |
|  | 2.   | Dinamo Kiev     | 45 | 22 | 14 | 3 | 5  | 44 | 17 | +27 |
|  | 3.   | Zorja           | 43 | 22 | 13 | 4 | 5  | 39 | 18 | +21 |
|  | 4.   | Desna Černihiv  | 42 | 22 | 13 | 3 | 6  | 36 | 15 | +21 |
|  | 5.   | Oleksandrija    | 37 | 22 | 11 | 4 | 7  | 30 | 23 | +7  |
|  | 6.   | Kolos Kovalivka | 26 | 22 | 8  | 2 | 12 | 25 | 39 | -14 |
|  | 7.   | Mariupol'       | 25 | 22 | 6  | 7 | 9  | 21 | 35 | -14 |
|  | 8.   | Dnipro-1        | 25 | 22 | 7  | 4 | 11 | 26 | 34 | -8  |
|  | 9.   | L'viv           | 20 | 22 | 5  | 5 | 12 | 16 | 35 | -19 |
|  | 10.  | Vorskla         | 20 | 22 | 6  | 2 | 14 | 15 | 38 | -23 |
|  | 11.  | Olimpik Donec'k | 18 | 22 | 5  | 3 | 14 | 17 | 37 | -20 |
|  | 12.  | Karpaty         | 13 | 22 | 2  | 7 | 13 | 17 | 40 | -23 |

      Ammesse alla poule scudetto
      Ammesse alla poule retrocessione
Tre punti a vittoria, uno a pareggio, zero a sconfitta.
In caso di arrivo di due o più squadre a pari punti, la graduatoria verrà stilata secondo la classifica avulsa tra le squadre interessate.

### Risultati
|                 | Des  | DKi  | Dni  | Kar  | Kol  | Lvi  | Mar  | Ole  | Oli  | Šac  | Vor  | Zor  |
| --------------- | ---- | ---- | ---- | ---- | ---- | ---- | ---- | ---- | ---- | ---- | ---- | ---- |
| Desna Černihiv  | –––– | 0-1  | 1-1  | 0-0  | 0-0  | 1-2  | 4-0  | 2-0  | 1-0  | 0-1  | 2-0  | 1-0  |
| Dinamo Kiev     | 1-2  | –––– | 2-0  | 1-1  | 2-0  | 4-0  | 3-0  | 1-0  | 1-1  | 1-2  | 2-1  | 1-2  |
| Dnipro-1        | 0-1  | 3-1  | –––– | 2-0  | 2-1  | 2-3  | 3-0  | 1-2  | 2-0  | 0-2  | 1-0  | 1-4  |
| Karpaty         | 2-6  | 0-2  | 1-1  | –––– | 1-2  | 0-0  | 1-1  | 0-4  | 1-2  | 0-3  | 2-1  | 0-1  |
| Kolos Kovalivka | 2-0  | 0-4  | 4-0  | 2-1  | –––– | 1-0  | 2-1  | 1-1  | 1-2  | 3-4  | 0-3  | 1-3  |
| L'viv           | 1-4  | 0-3  | 0-2  | 0-0  | 3-2  | –––– | 0-1  | 1-1  | 0-1  | 0-2  | 2-0  | 0-0  |
| Mariupol'       | 0-4  | 0-1  | 1-0  | 2-2  | 2-0  | 0-0  | –––– | 2-1  | 1-1  | 1-1  | 3-0  | 1-2  |
| Oleksandrija    | 0-3  | 1-3  | 2-0  | 2-1  | 1-2  | 2-0  | 3-1  | –––– | 2-1  | 1-3  | 3-0  | 1-0  |
| Olimpik Donec'k | 1-2  | 1-3  | 3-2  | 1-3  | 0-1  | 0-1  | 1-2  | 0-0  | –––– | 0-4  | 2-0  | 0-5  |
| Šachtar         | 1-0  | 1-0  | 4-1  | 3-0  | 6-0  | 4-1  | 5-1  | 0-0  | 3-0  | –––– | 4-0  | 4-3  |
| Vorskla         | 0-1  | 0-5  | 1-1  | 2-1  | 1-0  | 3-2  | 1-1  | 0-1  | 1-0  | 1-0  | –––– | 0-1  |
| Zorja           | 2-1  | 2-2  | 1-1  | 2-0  | 2-0  | 2-0  | 0-0  | 1-2  | 1-0  | 1-2  | 4-0  | –––– |

## Poule Scudetto

### Classifica finale
|                    | Pos. | Squadra         | Pt | G  | V  | N | P  | GF | GS | DR  |
| ------------------ | ---- | --------------- | -- | -- | -- | - | -- | -- | -- | --- |
| Ucraina (bandiera) | 1.   | Šachtar         | 82 | 32 | 26 | 4 | 2  | 80 | 26 | +54 |
|                    | 2.   | Dinamo Kiev     | 59 | 32 | 18 | 5 | 9  | 65 | 35 | +30 |
|                    | 3.   | Zorja           | 58 | 32 | 17 | 7 | 8  | 50 | 29 | +21 |
|                    | 4.   | Desna Černihiv  | 56 | 32 | 17 | 5 | 10 | 59 | 33 | +26 |
|                    | 5.   | Oleksandrija    | 49 | 32 | 14 | 7 | 11 | 49 | 47 | +2  |
|                    | 6.   | Kolos Kovalivka | 32 | 32 | 10 | 2 | 20 | 33 | 59 | -26 |

      Campione di Ucraina e ammessa alla UEFA Champions League 2020-2021
      Ammessa alla UEFA Champions League 2020-2021
      Ammesse alla UEFA Europa League 2020-2021
 Ammesse al play-off per l'Europa League
Tre punti per la vittoria, uno per il pareggio, zero per la sconfitta.
In caso di arrivo di due o più squadre a pari punti, la graduatoria verrà stilata secondo la classifica avulsa tra le squadre interessate.

### Risultati
|                 | Des  | DKi  | Kol  | Ole  | Šac  | Zor  |
| --------------- | ---- | ---- | ---- | ---- | ---- | ---- |
| Desna Černihiv  | –––– | 3-2  | 5-1  | 1-3  | 2-4  | 1-2  |
| Dinamo Kiev     | 1-1  | –––– | 2-1  | 5-1  | 2-3  | 3-1  |
| Kolos Kovalivka | 0-2  | 2-0  | –––– | 2-1  | 0-1  | 0-2  |
| Oleksandrija    | 1-5  | 2-2  | 4-2  | –––– | 2-2  | 1-0  |
| Šachtar         | 3-2  | 3-1  | 2-0  | 3-2  | –––– | 0-0  |
| Zorja           | 1-1  | 1-3  | 1-0  | 2-2  | 1-0  | –––– |

## Poule Retrocessione

### Classifica finale
|  | Pos. | Squadra         | Pt | G  | V  | N | P  | GF | GS | DR  |
|  | ---- | --------------- | -- | -- | -- | - | -- | -- | -- | --- |
|  | 7.   | Dnipro-1        | 49 | 32 | 15 | 4 | 13 | 42 | 42 | 0   |
|  | 8.   | Mariupol'       | 45 | 32 | 12 | 9 | 11 | 40 | 46 | -6  |
|  | 9.   | Olimpik Donec'k | 36 | 32 | 10 | 6 | 16 | 32 | 47 | -15 |
|  | 10.  | Vorskla         | 34 | 32 | 9  | 7 | 16 | 23 | 48 | -25 |
|  | 11.  | L'viv           | 24 | 32 | 5  | 9 | 18 | 25 | 57 | -32 |
|  | 12.  | Karpaty         | 15 | 32 | 2  | 9 | 21 | 19 | 48 | -29 |

 Ammessa ai play-off per l'Europa League
      Esclusa a campionato in corso.
Tre punti a vittoria, uno a pareggio, zero a sconfitta.
In caso di arrivo di due o più squadre a pari punti, la graduatoria verrà stilata secondo la classifica avulsa tra le squadre interessate.

### Risultati
|                 | Dni  | Kar  | Lvi  | Mar  | Oli  | Vor  |
| --------------- | ---- | ---- | ---- | ---- | ---- | ---- |
| Dnipro-1        | –––– | +:-  | 3-2  | 2-0  | 3-1  | 3-0  |
| Karpaty         | -:+  | –––– | 1-1  | 0-3  | -:+  | -:+  |
| L'viv           | 1-2  | 1-1  | –––– | 0-2  | 1-5  | 2-2  |
| Mariupol'       | 2-1  | 3-0  | 3-0  | –––– | 1-4  | 1-1  |
| Olimpik Donec'k | 0-2  | +:-  | 2-0  | 2-2  | –––– | 1-1  |
| Vorskla         | 2-0  | +:-  | 1-1  | 1-2  | 0-0  | –––– |

## Play-off Europa League

### Semifinali
|                 | Risultati |           | Luogo e data                 |
| --------------- | --------- | --------- | ---------------------------- |
| Oleksandrija    | 1 - 2     | Mariupol' | Oleksandrija, 25 luglio 2020 |
|                 |           |           |                              |
| Kolos Kovalivka | 4 - 1     | Dnipro-1  | Kiev, 25 luglio 2020         |
|                 |           |           |                              |

### Finale
| Kolos Kovalivka | 1 - 0 (dts) | Mariupol' | Kiev, 29 luglio 2020 |  |  |  |  |

## Statistiche

### Squadre

#### Capoliste solitarie
|    | —— | ——      | —— | —— | —— | —— | —— | —— | ——  | ——  | ——  | ——  | ——  | ——  | ——  | ——  | ——  | ——  | ——  | ——  | ——  | ——  | ——  | ——  | ——  | ——  | ——  | ——  | ——  | ——  | ——  | —— |  |
|    |    | Šachtar |    |    |    |    |    |    |     |     |     |     |     |     |     |     |     |     |     |     |     |     |     |     |     |     |     |     |     |     |     |    |  |
|    |    |         |    |    |    |    |    |    |     |     |     |     |     |     |     |     |     |     |     |     |     |     |     |     |     |     |     |     |     |     |     |    |  |
|    |    |         |    |    |    |    |    |    |     |     |     |     |     |     |     |     |     |     |     |     |     |     |     |     |     |     |     |     |     |     |     |    |  |
| 1ª | 2ª | 3ª      | 4ª | 5ª | 6ª | 7ª | 8ª | 9ª | 10ª | 11ª | 12ª | 13ª | 14ª | 15ª | 16ª | 17ª | 18ª | 19ª | 20ª | 21ª | 22ª | 23ª | 24ª | 25ª | 26ª | 27ª | 28ª | 29ª | 30ª | 31ª | 32ª |    |  |

### Individuali

#### Classifica marcatori
| Gol | Rigori |  | Giocatore           | Squadra        |
| --- | ------ |  | ------------------- | -------------- |
| 20  | 1      |  | Júnior Moraes       | Šachtar        |
| 16  | 3      |  | Oleksandr Filippov  | Desna Černihiv |
| 14  | 4      |  | Viktor Cyhankov     | Dinamo Kiev    |
| 14  | 2      |  | Vladyslav Suprjaha  | Dnipro-1       |
| 13  | 1      |  | Marlos              | Šachtar        |
| 11  | 2      |  | Benjamin Verbič     | Dinamo Kiev    |
| 11  | 1      |  | Bohdan Ljednjev     | Zorja          |
| 10  | 7      |  | Maksym Tret'jakov   | Oleksandrija   |
| 10  | 4      |  | Taison              | Šachtar        |
| 9   | 1      |  | Vitalij Bujal's'kij | Dinamo Kiev    |
| 9   | 1      |  | Carlos de Pena      | Dinamo Kiev    |
| 8   | 5      |  | Denys Favorov       | Desna Černihiv |
| 8   | 1      |  | Artem Bjesjedin     | Dinamo Kiev    |
| 8   | 0      |  | Tetê                | Šachtar        |

### Primati stagionali
Squadre
- Maggior numero di vittorie: Šachtar Donec'k (26)
- Maggior numero di pareggi: Karpaty, L'viv, Mariupol' (9)
- Maggior numero di sconfitte: Karpaty (21)
- Minor numero di vittorie: Karpaty (2)
- Minor numero di pareggi: Kolos Kovalivka (2)
- Minor numero di sconfitte: Šachtar Donec'k (2)
- Miglior attacco: Šachtar Donec'k (80 gol fatti)
- Peggior attacco: Karpaty (19 gol fatti)
- Miglior difesa: Šachtar Donec'k (26 gol subiti)
- Peggior difesa: Kolos Kovalivka (57 gol subiti)
- Miglior differenza reti: Šachtar Donec'k (+52)
- Peggior differenza reti: Karpaty (-29)
- Miglior serie positiva: Šachtar Donec'k (19, 1ª-19ª)
- Maggior numero di vittorie consecutive: Šachtar Donec'k (11, 1ª-11ª)

Partite
- Più gol: Karpaty-Desna Černihiv 2-6 (8)
- Maggior scarto di gol: Šachtar Donec'k-Kolos Kovalivka 6-0 (6)